# خانه آفتاب تابان
خانه آفتاب تابان (انگلیسی: House of the Rising Sun) فیلمی در ژانر مهیج به کارگردانی برایان آ. میلر است که در سال ۲۰۱۱ منتشر شد. فیلم‌نامه آن توسط چاک هوستمایر و میلر بر اساس رمانی به همین نام اثر هوستمایر به رشته تحریر درآمده است. از بازیگران آن می‌توان به دیو باتیستا، ایمی اسمارت، دامینیک پرسل، کریگ فایربراس، و دنی ترخو اشاره کرد.